# Аеродромио
Аеродромио (грч. Αεροδρόμιο) је насељено место у општини Кожани у периферији Западна Македонија, Грчка. Према попису из 2021. године било је 10 становника.
Насеље је подигнуто шездесетих година 20. века и први пут се помиње на попису из 1971. године са 16 становника. Име је добило по оближњем аеродрому.